# 林家慶 (音樂人)
林家慶（1934年4月17日—），台灣音樂家、電視音樂節目製作人，中國電視公司（中視）退休員工，會作詞、作曲、編曲、指揮，曾任中視大樂隊指揮兼團長。

## 生平
林家慶畢業於台北工專機械工程科（今國立台北科技大學機械工程系）。在台北工專求學時，林家慶開始熱愛音樂，最初所學的是薩克斯風，最感興趣的是編曲與作曲，所以他利用課餘時間買了一些音樂書籍研究編曲與作曲。從台北工專畢業前，林家慶即利用課餘時間在台北市的西餐廳演出，同時客串編曲。從台北工專畢業後，林家慶被分發到台灣電力公司（台電）深澳火力發電廠擔任工程師，兼職為一些唱片公司編曲。1953年，音樂人謝騰輝正式組成鼓霸大樂隊，林家慶應謝騰輝之邀請加入鼓霸大樂隊；當時林家慶每天花費90分鐘從深澳火力發電廠走到八斗子，搭車至基隆市中心，再轉車至台北市以參加鼓霸大樂隊的演奏，然後在隔天凌晨趕路到深澳火力發電廠上班。隨著編曲量增大，林家慶向台電請辭，專心編曲與作曲，也曾在國賓大飯店夜總會擔任樂隊指揮。1969年，甫開播的中視延攬林家慶籌組中視大樂隊。1970年4月，中視大樂隊正式成立，林家慶擔任中視大樂隊指揮兼團長。
在擔任中視大樂隊指揮兼團長之餘，林家慶製作《五線譜》、《黃金五線譜》、《飛揚的音符》、《樂自心中來》等中視多個音樂節目，也創作流行歌曲，也投入唱片製作及編曲。1960年代至1970年代，林家慶即以清新脫俗的編曲風格而著名。1975年台灣電影《在水一方》主題曲——江蕾主唱、瓊瑤作詞、林家慶作曲的〈在水一方〉（收錄於江蕾、高凌風的合輯《在水一方/昨夜夢中相訴》合輯），獲得聽眾廣大的迴響，並有非常多人在往後的歲月不斷翻唱此首歌，其中包括鄧麗君、李碧華等人。
1977年6月10日至9月23日，中視播出歌唱比賽節目《六十六年全國歌唱大賽》，主持人李景光，總決賽評審李中和、彭虹星、林家慶、董舜、敏華。
1980年1月，林家慶提到自己專注創作流行歌曲的原因：「一方面是我本身很喜歡音樂；另方面我以為，這件事情已經夠糟了，如果再沒人去做，那就更無藥可救了。」他說，工商業社會裡，大部分的人的精神調劑都來自電視，綜藝、歌唱節目所提供的娛樂又佔很大的比例，所以透過電視演唱的歌對大眾的影響是絕對的，提倡大眾化、健康且高雅的歌曲是必要的，「總得讓觀眾在觀賞之餘覺得還有那麼一點意義。」他也不贊成「現在我們已經有很多歌曲，沒必要再創作新歌」或「要為百年後的聽眾而創作」之類的見解：「守舊派與理想派，兩者是過與不及，都是不正確的態度。前者抱殘守缺，只保留過去所有；後者躭於夢想，只看到遙遠的未來；都是不健全的思想。」他很自豪地說，他從來不創作低俗的歌曲，這次中視創作歌曲所強調的「高雅的、生活化的、通俗而不低俗的」等特點本來就是他的自我要求了。
1981年5月，林家慶提到自己創作兒童歌曲的歷程：中視兒童節目《貝貝劇場》中憨厚而惹人憐愛的布偶「小瓜呆」的主題曲小瓜呆歷險記是他創作的第一首兒童歌曲，也是他最喜愛的一首兒童歌曲。他說，創作卡通歌曲時，他會先了解故事背景、主角個性等再創作：例如《科學小飛俠》與《海王子》等科幻卡通較適合小學高年級的觀眾看，所以主題曲音階較高、旋律快而有流行歌曲的味道；《咪咪流浪記》是倫理親情卡通，較適合小學低年級的觀眾看，所以主題曲用慢節奏而含有濃厚人情味。
1982年12月，關於台視大樂團、中視大樂隊與華視大樂隊成員在每日晚間兼職在各大餐廳演奏，林家慶說：「樂隊在電視台平均一天工作十個小時，除了在綜藝節目演奏，還要錄音、與製作人討論音樂的演出等多項工作；晚上兼差，只要工作三小時，一個月就有（新台幣）四、五萬元收入。在這種比例下，當然許多人都會在外面兼差。」關於許多歌星上節目打歌時對嘴，林家慶說：「電視台樂隊與唱片公司的樂隊不同。唱片的樂隊有管樂、弦樂，有的也用小提琴；所以在電視螢幕上表演，即使要對嘴，也不逼真——畫面跟聲音不一致，味道完全不同。因此我們希望，歌星要唱就唱現場，製作單位也應注重音樂性而不只是娛樂性。」
1986年3月22日第21屆金鐘獎頒獎典禮，電視金鐘獎綜藝節目主持人獎頒獎人為台視大樂團指揮謝荔生、中視大樂隊指揮林家慶、華視大樂隊指揮詹森雄與中廣國樂團指揮顧豐毓。
1994年3月5日，林家慶在中視綜藝節目《香蕉新樂園》的老歌單元〈香蕉歌謠〉演唱日本歌〈愛你入骨〉並接受主持人訪問，這是林家慶首次在電視上唱歌。1997年6月，林家慶擔任中視綜藝節目《冠軍家庭TV秀》的評審。
1998年，林家慶退休，中視遣散中視大樂隊，遣散費為新台幣兩千四百萬元。2002年，林家慶移民加拿大。2006年6月10日，林家慶獲頒第17屆金曲獎特別貢獻獎，他領獎時說「很高興大家都沒忘記我」，感謝家人的支持，也說「我也謝謝曾經和我一起工作的中視樂隊，至少我們的努力在台灣電視史上留下了輝煌的紀錄」；此時林家慶依然繼續音樂創作，為台北音樂教育協會義務創作兒童音樂。
2007年3月，林家慶找回中視大樂隊的老夥伴們合組「林家慶大樂團」，以爵士樂演奏台灣民謠。2007年3月15日，台北地方法院判決，林家慶享有〈楓林小橋〉、〈純純的愛〉等17首歌曲音樂著作財產權。2007年12月19日，林家慶將年輕樂師加入林家慶大樂團，改組為「愛悅大樂團」。2010年5月23日，公共電視文化事業基金會音樂節目《音樂萬萬歲》第63集播出林家慶專題，這是林家慶退休後首次登上電視節目。

## 作品
製作
- 中視《五線譜》（1974年12月10日開播，1975年4月27日停播）
- 中視《黃金五線譜》（張弘毅主持，1986年11月8日開播，1987年8月9日停播）[24]
- 中視《飛揚的音符》（林家慶、白國嘉製作，李娓娓主持）
- 中視《夜來香》（林家慶、白國嘉製作，趙寧主持，1990年10月17日開播，1990年12月26日停播）
- 中視《樂自心中來》（1991年4月2日開播，1997年10月2日停播）

主持
- 中視《仙樂飄飄處處聞：中視大樂隊專輯》（1983年1月2日首播，馬挺製作，林家慶、江艾倫主持）[25]

音樂指導
- 中視《真善美歌聲》（包國良主持）

作曲
- 天衣無縫(1968) 黃溫良詞 (第一首創作曲)
- 人生如夢(1968) 黃溫良詞
- 離情 (1968) 黃溫良詞
- 母子淚 (1971) 娟娟詞
- 白雲深深 (1972) 莊奴詞
- 快樂的時光 (1972) 新陽詞
- 情人的花雨傘 (1972) 林煌坤詞
- 希望有個初戀 (1972) 莊奴詞
- 回憶 (1972) 莊奴詞
- 萬古流芳 (1972) 莊奴詞
- 祝你幸福 (1972) 林煌坤詞
- 玫瑰戀 (1972) 慎芝詞
- 怪客 (1972) 周添旺詞
- 水蓮花 (1972) 娟娟詞
- 媽媽在何處 (1972) 娟娟詞
- 今年的春天 (1973) 向陽詞
- 我將要失去了你 (1973) 向陽詞
- 你像一顆星星 (1973) 向陽詞
- 同心花蕊 (1973) 景祥詞
- 癡情記 (1973) 于文詞
- 古都夜船 (1973) 景祥詞
- 我是你知音 (1973) 林煌坤詞
- 朵朵心花為你開 (1973) 白峰詞
- 彎彎的小河 (1973) 白峰詞
- 為什麼還不來 (1973) 白峰詞
- 五段情 (1973) 莊奴詞
- 愛心（1974）林煌坤詞
- 夕陽西下 (1974) 青峰詞
- 乘龍快婿 (1974) 林家慶詞
- 花香留人間 (1974) 林煌坤詞
- 期待的眼睛 (1974) 林煌坤詞
- 何處是我夢鄉 (1974) 莊奴詞
- 大漢中興 (1974) 莊奴詞
- 真理和道義 (1974) 林煌坤詞
- 她的一生 (1974) 林煌坤詞
- 有情人 (1974) 林煌坤詞
- 送我一個微笑 (1974) 莊奴詞
- 我心深處 (1974) 孫儀詞
- 往事隨風去 (1974) 莊奴詞
- 夢醒盼你歸 (1974) 唐山詞
- 青青草原上 (1974) 林煌坤詞
- 歡樂時光 (1974) 林煌坤詞
- 風鈴響叮噹 (1974) 林煌坤詞
- 愛情不是遊戲 (1974) 林煌坤詞
- 熱情像春風 (1974) 莊奴詞
- 你要和我比 (1974) 莊奴詞
- 陽光和輕風 (1974) 莊奴詞
- 說一聲再見 (1974) 林煌坤詞
- 一顆愛心 (1974) 林煌坤詞
- 今年二十歲 (1974) 林煌坤詞
- 飛虎小霸王 (1974) 青峰詞
- 懷情 (1974) 林煌坤詞
- 白浪滔滔白雲飄 (1974) 莊奴詞
- 希望有個朋友 (1974) 青峰詞
- 你在哪裡 (1974) 青峰詞
- 別說再見 (1974) 青峰詞
- 只等春風吹過 (1974) 凌峰詞
- 初相逢 (1974) 林煌坤詞
- 愛是生命活力 (1974) 青峰詞
- 女學生 (1975) 林煌坤詞
- 聖誕紅 (1975) 林煌坤詞
- 伴侶 (1975) 林煌坤詞
- 深情 (1975) 林煌坤詞
- 心海 (1975) 林煌坤詞
- 嬌嬌 (1975) 林煌坤詞
- 可愛的你 (1975) 林煌坤詞
- 我就愛你 (1975) 林煌坤詞
- 不了情 (1975) 林煌坤詞
- 素心蘭 (1975) 林煌坤詞
- 十字路口 (1975) 林煌坤詞
- 手足情深 (1975) 林煌坤詞
- 不要對我有猜疑 (1975) 林煌坤詞
- 朋友再見 (1975) 林煌坤詞
- 心窗 (1975) 林煌坤詞
- 只要你記得我 (1975) 林煌坤詞
- 再生花 (1975) 林煌坤詞
- 親情 (1975) 林煌坤詞 (連續劇版主題曲)
- 愛的希望(1975) 青峰詞
- 親情 (1975) 林煌坤詞
- 尋找 (1975) 林煌坤詞
- 又是晚風吹 (1975) 林煌坤詞
- 昨夜夢中相訴 (1975) 瓊瑤詞
- 請你靜靜聽我 (1975) 瓊瑤詞
- 在水一方 (1975) 瓊瑤詞
- 陽光下 (1975) 瓊瑤詞
- 要不要輕輕告訴你 (1975) 林煌坤 李時蓉詞
- 尋尋覓覓 (1975) 林煌坤詞
- 浮雲 (1975) 林煌坤詞
- 白雲詞 (1975) 秦孝儀詞
- 珍惜好春天 (1975) 莊奴詞
- 萬紫千紅 (1975) 林煌坤 李時蓉詞
- 萬花筒 (1975) 林煌坤 李時蓉詞
- 相知又相逢 (1975) 林煌坤詞
- 美麗如花朵 (1975) 林煌坤詞
- 你像白雲一片 (1975) 莊奴詞
- 海邊小屋 (1975) 孫儀詞
- 擦乾眼淚 (1975) 王世正詞
- 戴眼鏡的小女孩 (1975) 林煌坤詞
- 海藍藍 (1975) 林煌坤詞
- 春風微微 (1975) 黃玉玲詞
- 微笑的告別 (1975) 林煌坤詞
- 初戀的情侶 (1975) 林煌坤詞
- 親情友情愛情 (1975) 林煌坤詞
- 青春 (1975) 林煌坤
- 心湖 (1975) 林煌坤詞
- 長青樹 (1975) 林煌坤詞
- 情人湖 (1975) 林煌坤詞
- 下著小雨的那一天 (1975) 林煌坤詞
- 談天說笑 (1975) 林煌坤詞
- 往日 (1975) 林煌坤詞
- 偶然見一面 (1976) 莊奴詞
- 我的約會 (1976) 孫儀詞
- 春去春又來 (1976) 林煌坤詞
- 青春行 (1976) 林煌坤詞
- 天無絕人之路 (1976) 林煌坤詞
- 田莊大歌 (1976) 林家慶詞
- 有緣的人 (1976) 林家慶詞
- 你就是春天 (1976) 林煌坤詞
- 情話綿綿 (1976) 林煌坤詞
- 翠堤春曉 (1976) 林煌坤詞
- 你知道我知道 (1976) 林煌坤詞
- 難忘的情意 (1976) 林煌坤詞
- 春潮 (1976) 丁善璽詞
- 輕聲問晚風 (1976) 林煌坤詞
- 一朵白雲 (1976) 林煌坤詞
- 這裡是春天 (1976) 林煌坤詞
- 妙爸爸 (1976) 林煌坤詞
- 我愛我妻我愛子 (1976) 林煌坤詞
- 昨天 (1976) 林煌坤詞
- 風雨情 (1976) 林煌坤詞
- 我心屬於你 (1976) 林煌坤詞
- 濃情蜜意 (1976) 林煌坤詞
- 友愛 (1976) 林煌坤詞
- 深情無限 (1976) 林煌坤詞
- 愛的搖籃 (1976) 林煌坤詞
- 快樂 (1976) 林煌坤詞
- 葡萄加甜蜜 (1976) 林煌坤詞
- 情在天涯 (1976) 林煌坤詞
- 真摯的愛意 (1976) 林煌坤詞
- 青山綠水 (1976) 林煌坤詞
- 青春 (1977) 林煌坤詞
- 沙灘上 (1977) 林煌坤詞
- 生無涯愛無涯 (1977) 林煌坤詞
- 一封限時信 (1977) 莊奴詞
- 青青草原 (1977) 孫儀詞
- 君心知我心 (1977) 黃玉玲詞
- 小酒窩 (1977) 之華詞
- 項鍊 (1977) 之華詞
- 小花傘 (1977) 之華詞
- 落花流水 (1977) 林煌坤詞
- 美好人生 (1977) 林煌坤詞
- 離情 (1977) 林煌坤詞
- 小薇小薇 (1977) 林煌坤詞
- 美麗如花朵 (1977) 林煌坤詞
- 小巷 (1977) 林煌坤詞
- 窗外細雨 (1977) 林煌坤詞
- 相逢 (1977) 林煌坤詞
- 一個希望 (1977) 林煌坤詞
- 愛情路 (1977) 林煌坤詞
- 楓林小橋 (1977) 之華詞
- 秋葉寄情 (1977) 之華詞
- 詩情畫意 (1977) 林煌坤詞
- 讓我瞭解你 (1977) 林煌坤詞
- 背影 (1977) 莊奴詞
- 迷情 (1977) 之華詞
- 何日再見 (1977) 林煌坤詞
- 美麗遠景在前頭 (1977) 林煌坤詞
- 第二春 (1978) 陳和平詞
- 小霧 (1978) 王智遠詞
- 願像春風 (1978) 王智遠詞
- 難忘的回憶 (1978) 林煌坤詞
- 昨天 (1978) 林煌坤詞
- 黛綠年華 (1979) 林煌坤詞
- 意難忘 (1979) 陳和平詞
- 熊熊火焰 (1979) 孫儀詞
- 純情的蘭花 (1979) 林煌坤詞
- 純情蘭花草 (1979) 林煌坤詞
- 沒有泥土哪有花 (1979) 林煌坤詞
- 心靈的小屋 (1980) 靈漪詞
- 情鎖 (1980) 王中平詞
- 花兒為誰飄香 (1980) 莊奴詞
- 我們去登山 (1980) 莊奴詞
- 茉莉訴願 (1980) 林煌坤詞
- 同學 (1980) 林煌坤詞
- 相遇 (1980) 林煌坤詞
- 暖暖冬陽 (1980) 林煌坤詞
- 關懷 (1980) 林煌坤詞
- 純潔 (1980) 林煌坤詞
- 雅美 (1981) 林煌坤詞
- 黃昏的女郎 (1981) 林煌坤詞
- 但願 (1981) 林煌坤詞
- 漁網 情網 (1981) 林煌坤詞
- 暮色 (1983) 林家慶詞
- 秋水伊人 (1984) 陳桂茱詞

專輯編曲/指揮
- 中國恰恰 吳靜嫻 (1965國際)
- 檸檬姊妹來台演唱專輯 (1965國際)
- 雨中情侶 吳靜嫻 (1966國際)
- 船 夏心 (1966國際)

## 外部連結
- 洛克國際經紀公司 林家慶大樂團簡介
- 林家慶大樂團的Facebook專頁
- 林家慶在互联网电影资料库（IMDb）上的資料（英文）（英文）
- 林家慶在香港影庫上的簡介
- 林家慶在时光网上的簡介（简体中文）